# Dominowo
Dominowo (in tedesco dal 1908 al 1919 Herrenhofen) è un comune rurale polacco del distretto di Środa Wielkopolska, nel voivodato della Grande Polonia.
Ricopre una superficie di 79,32 km² e nel 2004 contava 2 878 abitanti.